# Торрес-де-Альбанчес
Торрес-де-Альбанчес (ісп. Torres de Albanchez) — муніципалітет в Іспанії, у складі автономної спільноти Андалусія, у провінції Хаен. Населення — 978 осіб (2010).
Муніципалітет розташований на відстані близько 240 км на південь від Мадрида, 120 км на північний схід від Хаена.
На території муніципалітету розташовані такі населені пункти: (дані про населення за 2010 рік)
- Фуенте-Карраска: 19 осіб
- Ла-Оя: 0 осіб
- Лос-Марідос: 7 осіб
- Морачо: 1 особа
- Торрес-де-Альбанчес: 951 особа

## Демографія
Динаміка населення (INE ):

## Галерея зображень

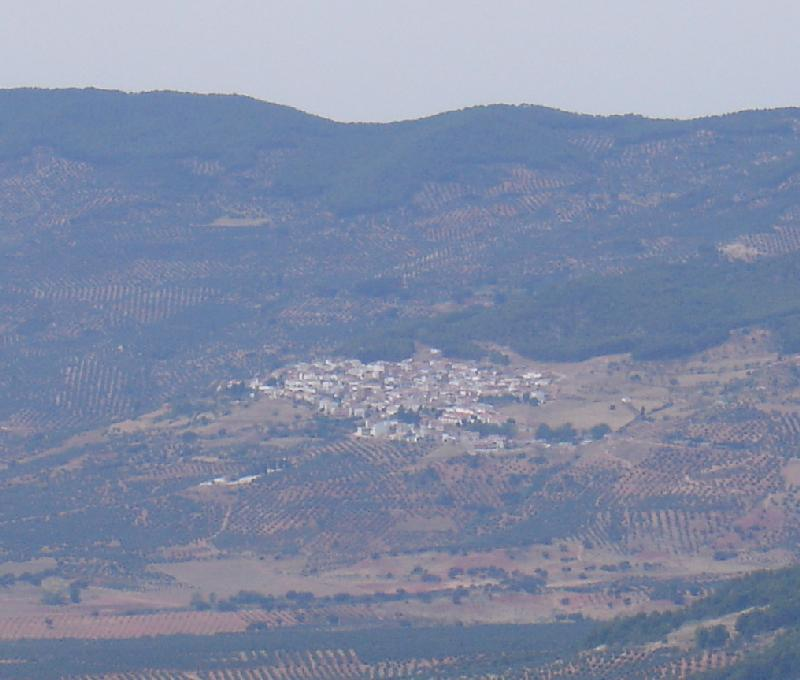
Панорама міста Торрес-де-Альбанчес